# Phialophora verrucosa
Phialophora verrucosa é uma espécie de fungo do gênero Phialophora.
Pode ser associada à cromoblastomicose.